# Дубно (Підкарпатське воєводство)
Дубно (пол. Dębno) — село на Закерзонні, у Польщі, у гміні Лежайськ Лежайського повіту Підкарпатського воєводства (етнічна українська територія Надсяння). Населення — 1389 осіб (2011).

## Історія
Село закріпачене на німецькому праві солтисом Стефаном з Лукової в 1397 р. Розташування села на прикордонні Русі з Польщею на високому березі при усті Віслока до Сяну спричиняло важливість його в оборонній системі, що й засвідчує назва присілка Сторожа. Назва села ймовірно засвідчує, з якого матеріалу було збудоване укріплення. Надалі село було в королівській власності, через що наявні дані в податкових реєстрах: 1515 року — наявні 19 ланів ріллі (біля 500 га) і 1589 року — наявні 18 ланів ріллі та церква. Село входило до лежайського негродового староства Руського воєводства. В 1674 р. в Дубні налічувалося 106 будинків (в селі — 82 і на землях фільварку — 24). В 1785 р. в селі було 175 мешканців (всі — українці-русини).
Про існування в селі парохіяльної школи відомо з 1830 р. В 1864 р. збудовано дерев'яну школу, у якій навчались українською мовою до 1934 р. В 1933 р. польська влада провела плебісцит щодо мови навчання і попри те, що заяви щодо навчання української мовою подали 197 батьків (було 302 учні, але з одної родини могло бути й більше одного учня), навчання перевели на польську, вчителів Дмитра Угрина і Теодору Угрин-Слабу вислали на етнографічну Польщу, а натомість прислали поляків. Тоді ж прислали і ксьондза та почали римо-католицькі богослужіння у приміщенні школи. За німецької окупації вдалось повернути українську мову навчання.
У міжвоєнний період українська громада була згуртованою, діяли товариства: спортивні «Сокіл», «Луг», освітнє «Рідна школа», господарчі «Труд», «Сільський господар». До кінця 1930-х років усі були заборонені польською владою, натомість під час німецької окупації поновили діяльність.
У 1939 році у Дубні проживало 2440 мешканців, з них 1940 українців-грекокатоликів, 90 українців-римокатоликів, 350 поляків і 60 євреїв, причому в селі — 2070 мешканців, з них 1910 українців-грекокатоликів, 90 українців-римокатоликів, 10 поляків і 60 євреїв, а в присілку (хуторі) Халупки — 370 мешканців, з них 30 українців-грекокатоликів і 340 поляків. Село входило до ґміни Ґродзісько-Дольне Ланьцутського повіту Львівського воєводства.
Під час Другої світової війни громада організувала самооборону проти польських банд, до чого спричинило вбивство на порозі своєї хати 23 червня 1944 р. Івана Череба (народився 2.06.1908). Та це не врятувало українців від виселення в СРСР — у 1945 р. виселено 1717 осіб (387 сімей).

## Церква
У 1397 р. король Владислав II Ягайло видав акт заснування парафії в Дубно. В 1831 р. парафія мала філії в містечках Городисько і Жолиня та селі Білобереги.
Нова мурована церква зведена в 1864 р. коштом А. Потоцького. Була парафіяльною церквою також для присілків Халупки, Сторожа, Поруба і села Городисько. Належала до Каньчуцького деканату (з 1920 р. — Лежайського) Перемишльської єпархії. Після виселення українців у 1945 р. перетворена на костел.

## Демографія
Демографічна структура станом на 31 березня 2011 року:
|          | Загалом | Допрацездатний вік | Працездатний вік | Постпрацездатний вік |
| -------- | ------- | ------------------ | ---------------- | -------------------- |
| Чоловіки | 691     | 154                | 476              | 61                   |
| Жінки    | 698     | 132                | 418              | 148                  |
| Разом    | 1389    | 286                | 894              | 209                  |